# Saint-Léger-aux-Bois (Oise)
Saint-Léger-aux-Bois è un comune francese di 845 abitanti situato nel dipartimento dell'Oise della regione dell'Alta Francia.

## Società

### Evoluzione demografica
Abitanti censiti